# Chiesa di Santa Maria delle Bocche
La chiesa di Santa Maria delle Bocche, anche nota come chiesa di Santa Maria del Buco, si trovava in via Giuoco del Pallone, a Ferrara, e la strada a lungo si chiamò strada di Santa Maria delle Bocche. Venne demolita attorno al XVIII secolo.

## Storia

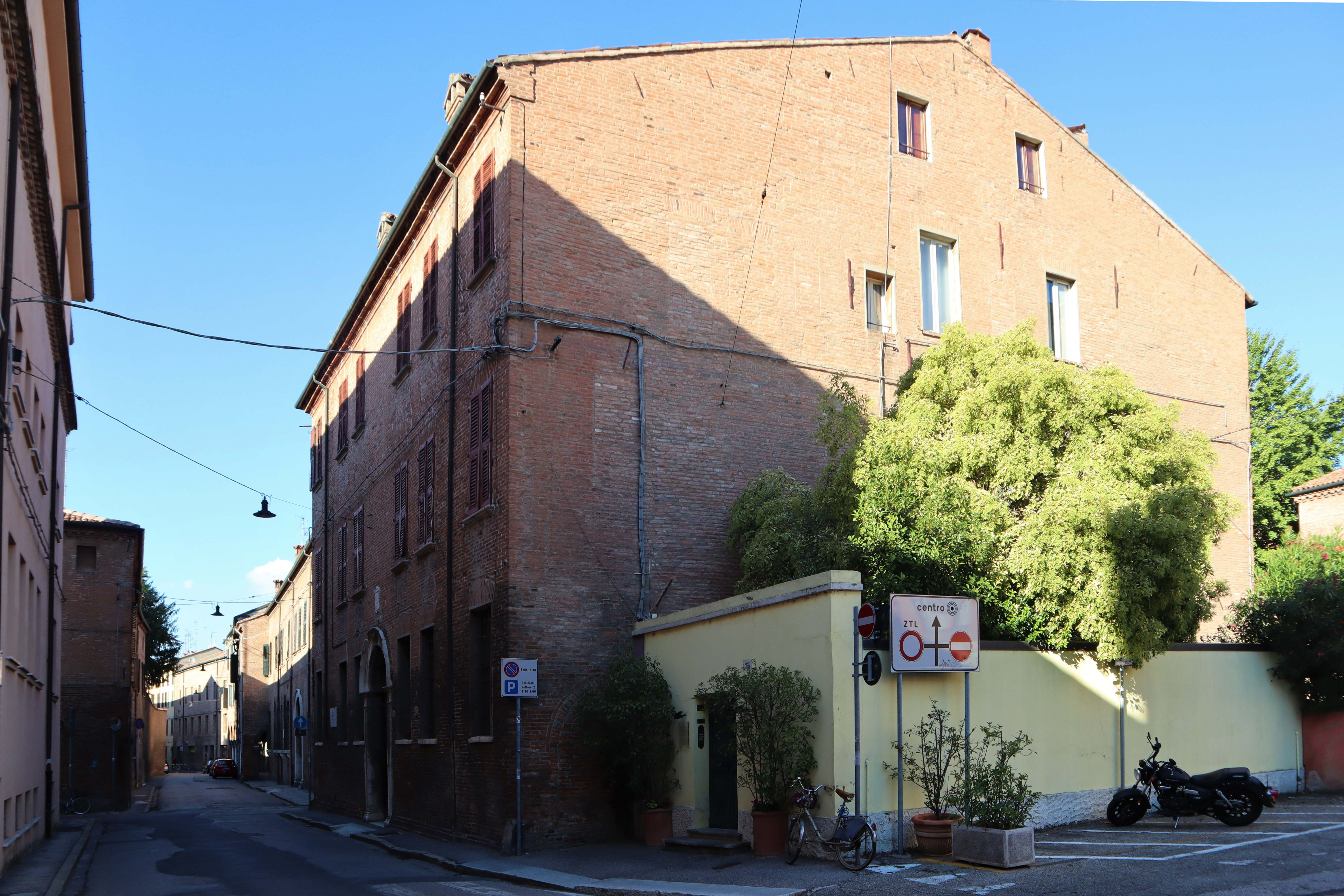
Case Ariosti in via Giuoco del Pallone a Ferrara, accanto alla piazzetta Arcangelo Corelli dove anticamente sorgeva la chiesa

Il luogo di culto con dedicazione a Santa Maria venne edificato entro il VI secolo sopra una fossa dell'antica città estense. 
Considerando la storia di Ferrara risulta quindi essere una delle prime chiese del territorio, quando ancora la città non si era formata e la sede vescovile si era trasferita da Voghenza all'isola di Ferrariola, sulla sponda destra del Po di Volano, mentre il Castello dei Curtensi, posto sulla sponda sinistra, a nord, anticipava il futuro centro abitato. 
Alcune parti del territorio cittadino erano ancora sommerse da o separate tra loro dai rami secondari del fiume. La basilica di San Giorgio fuori le mura fu in quella fase storica la chiesa più importante localmente e attorno all'anno 1110 sembra che il suo arciprete dimorasse nella chiesa di Santa Maria delle Bocche.
Il nome di Santa Maria delle Bocche deriva dalla sua posizione, in un punto da dove sgorgava l'acqua di una ramificazione del Po. Nella Pianta ed alzato della città di Ferrara di Andrea Bolzoni del 1747 la strada era chiamata via di Bocca Canale
Venne soppressa nel 1754 e successivamente furono demolite sia la chiesa sia la torre campanaria.
Dal XII secolo ebbe dignità di chiesa parrocchiale.